# Barograf

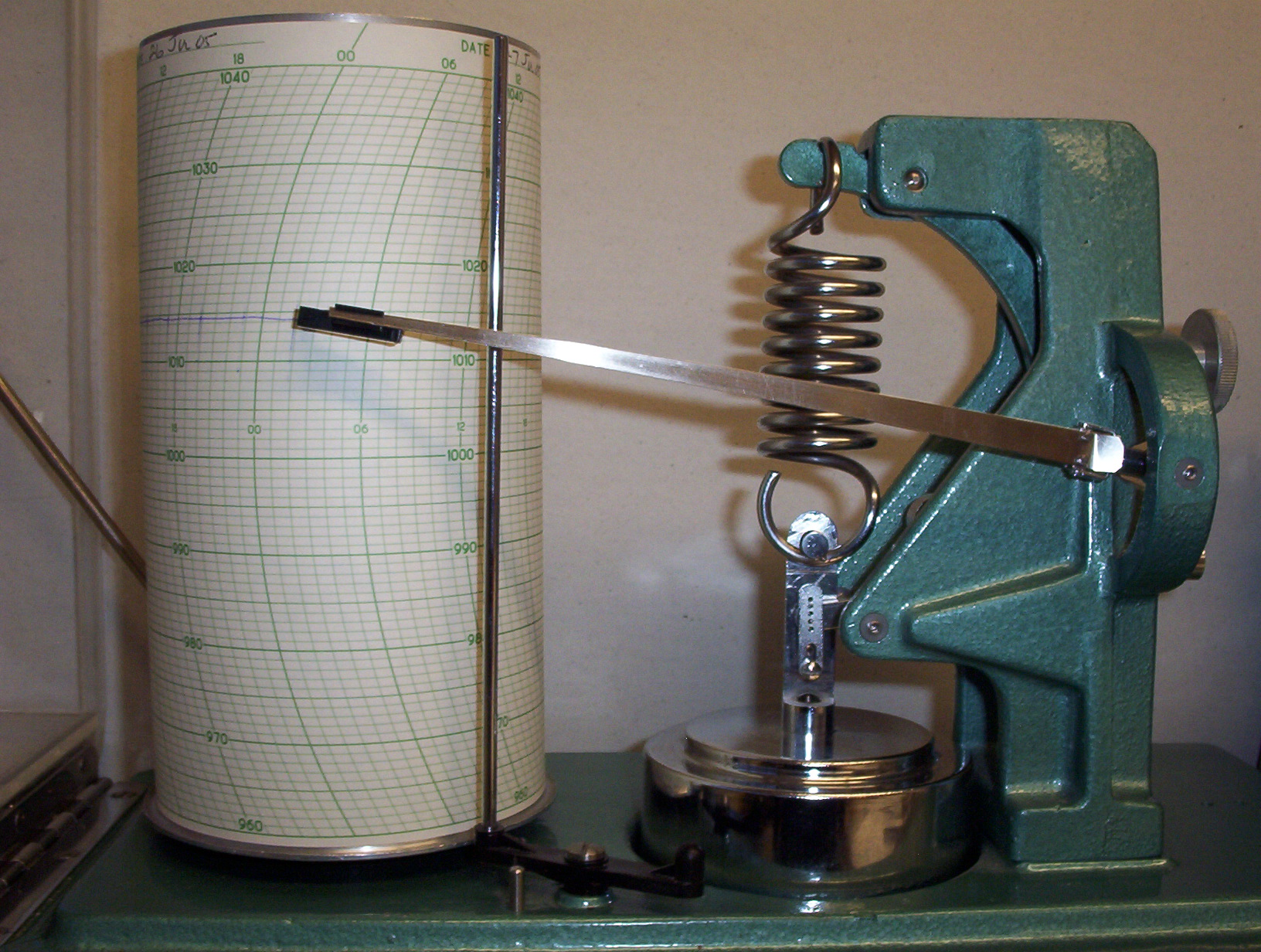
Barograf

Barograf je registrační (samopisný) barometr určený pro časový záznam průběhu atmosférického tlaku (tlaku vzduchu). Tím se liší od barometru a aneroidu, které ukazují jen aktuální hodnotu atmosférického tlaku. Barograf používaný v meteorologii má dobu záznamu obvykle jeden týden. Barograf určený k přesnějšímu zápisu atmosférického tlaku se nazývá mikrobarograf.
Základem barografu je sada několika spojených tlakoměrných krabiček (Vidiho dóz), převodní mechanismus a ručička s perem kreslící na pásku (která je navinuta na pomalu se otáčejícím válci) graf atmosférického tlaku za určitý čas (obvykle týden). Otáčení válce je zajištěno hodinovým strojkem, který se natahuje pomocí klíčku a je umístěn uprostřed válce. Záznam barografu se nazývá barogram. Skládá z řeckého „tíha“ a „zápis, písmeno“, tj. doslova „zápis o tíze (vzduchu)“.
Tradiční záznamové barografy jsou často nahrazovány elektronickými přístroji, které používají počítačové metody k záznamu atmosférického tlaku. Elektronické přístroje jsou nejen levnější než dřívější barografy, ale mohou také nabídnout větší délku záznamu. Data mohou být automaticky analyzována využita i k předpovědi počasí.

## Využití
Kromě meteorologie se používá například v letectví - tlak vzduchu závisí mj. na výšce, jejíž změny v průběhu letu se díky tomu pomocí barografu dají dokumentovat.